# Hořenice
Obec Hořenice se nachází v okrese Náchod, kraj Královéhradecký. Žije zde 142 obyvatel.

## Historie
První písemná zmínka pochází z roku 1500. Mates z Hořan, který získal zdejší tvrz od původních majitelů Hořenických z Hořenic, ves v té době daroval špitálům ve Dvoře Králové nad Labem a Jaroměři. Nakonec ji získalo královské věnné město Jaroměř, kterému byla sice načas Ferdinandem I. roku 1547 odňata, ale již o dva roky později opět vrácena. Hořenice byly šosovní vesnicí, jejíž obyvatelé sice Jaroměři odváděli pravidelný poplatek (15 kop zlatých a 24 krejcarů), ale sami si svobodně volili svého rychtáře a konšely. Postupně se rozrůstala, roku 1645 zde bylo jen deset usedlostí, k roku 1785 zde žilo už 219 obyvatel, včetně přilehlého mlýna. Roku 1848 se Hořenice staly samostatnou obcí. Ve 20. století zde vznikla Sokolská jednota.

## Osobnosti
Narodil se zde spisovatel Josef Kejdana (1877–1928), který napsal např. romány Na proklatém gruntě nebo Bezdětná inspirované zdejším krajem.

## Pamětihodnosti
- tzv. tvrz čp. 1 - velká usedlost s hlavním stavením renesančního původu (doložena psaníčková sgrafita na fasádách)
- Socha svatého Jana Nepomuckého